# Comuna Tudor Vladimirescu, Galați
Tudor Vladimirescu este o comună în județul Galați, Moldova, România, formată numai din satul de reședință cu același nume. Se află în Lunca Siretului. Verile sunt foarte calde și uscate, iar iernile geroase, marcate de viscole puternice, dar și de întreruperi frecvente provocate de advecțiile de aer cald și umed din S și SV care determină intervale de încălzire și de topire a stratului de zăpadă. Pe fundalul climatic general, luncile Siretului, Prutului și Dunării introduc în valorile și regimul principalelor elemente meteorologice, modificări care conduc la crearea unui topoclimat specific de luncă, mai umed și mai răcoros vara și mai umed și mai puțin rece iarna.
Conform recensământului din 2011, comuna Tudor Vladimirescu are o populație de 4872 de locuitori.

## Așezare geografică
Comuna se află în sud-vestul județului, pe malul stâng al Siretului și este străbătută de șoseaua națională DN25, care leagă Galațiul de Tecuci.

## Suprafață
Comuna Tudor Vladimirescu are o suprafață de 5404 ha și ~5000 locuitori.

## Aspecte Climatice
Climatul comunei are un caracter temperat caracterizat prin veri călduroase și ierni geroase.Temperatura medie anuală este 10,4 grade C, cu un maxim mediu în iulie între 22,4.o C și cu un minim mediu în ianuarie de -3,5 o C.Precipitațiile medii anuale au o valoare de 400 mm, regimul ploilor fiind însă neuniform, cele mai mari cantități căzând în lunile mai - iunie iar cele mai mici cantități căzând iarna în lunile ianuarie-februarie.Vânturile cele mai frecvente sunt cele din nord, nord-est respectiv iarna Crivățul, care aduce zăpadă pe care o viscolește și vânturile din sud-vest care bat cu viteză moderată, sunt vânturi calde și aduc primăvara ploi, direcțiile lor fiind determinate de circulația generală a maselor de aer și influențate de
orientarea formelor de relief.

## Rețeaua hidrografică
Este reprezentată în principal de cursurile de apă ale râului Siret. Debitul râului este destul de mare, deși în perioada secetoasă a anului acesta scade considerabil. Pentru protejarea terenului din luncă, împotriva inundațiilor s-a construit un dig care însoțește cursul Siretului pe întreg teritoriul comunal și se continuă și pe celelalte teritorii din aval.Din teritorii, Siretul primește doi afluenți mai importanți pârâul Geru și pârâul Călmățui.Pârâul Călmățui formează în apropierea malului Siretului într-o formă microdepresionară balta TALABASCA cu apă tot timpul anului.

## Ape subterane
Apa freatică se găsește cantonată sub forma pânzelor acvifere în depozite cuaternare interceptarea acestor pânze de apă freatică s-a făcut prin fântâni, care sunt în luncă la adâncimi variind între 1,5 și 5 m ,iar pe terasă găsindu-se la adîncimi de peste 10 m.

## Istoric
Dovezi ale existenței județului Galați de-a lungul timpului stau descoperirile arheologice care datează din paleolitic.

## Resurse locale
Principala rezervație naturală din județul Galați este localizată foarte aproape de comuna Tudor Vladimirescu, pe nisipurile din câmpia Tecuciului și anume la sud de localitatea Liești, în jurul satului Hanu Conachi, pe o fâșie de circa 4 km lungime și 0,5 – 1 km lățime având o suprafață de circa 84 ha și care se continuă până în lunca Siretului.

## Căi de Comunicație
- cai de comunicații feroviare Teritoriul comunei Tudor Vladimirescu este străbătut de calea ferată Galați-Tecuci.
- cai de comunicații rutiere Rețeaua de drumuri este compusă din drumul național 25 ce face legătura dintre orașele Galați-Tecuci.
- drumul județean ce leagă comuna de Mănăstirea Vladimirești, precum și rețeaua de drumuri comunale.

## Mediul de afaceri
Puterea economică a comunei Tudor Vladimirescu este scăzută. Principalele activități ale zonei sunt legate de agricultură și creșterea animalelor.
În comună este și o fabrică de mobilă, unde lucrează atât persoane din comună cât și din comunele alăturate.

## Tradiții
Tradițiile păstrate peste ani sunt cele legate de sărbătorile religioase.

## Educație
În localitate își desfășoară activitatea Grupul Școlar Tudor Vladimirescu.La 1 septembrie 1960 și-a început activitatea sub denumirea de ”Școala Medie Mixta” cu o singură clasă a IX-a, ulterior schimbându-și denumirea în “Liceul Teoretic”.Încă de la înființarea liceului elevii aveau o bună pregătire la toate disciplinele,deoarece concurența pentru un singur loc era de 7-8 elevi,în special în perioada 1960-1972. Începând cu anul școlar 2002-2003, funcționează sub denumirea de Grupul Școlar ”Tudor Vladimirescu”, având în componența sa patru forme de învățământ: preșcolar, primar, gimnazial și liceal.

## Demografie
Componența etnică a comunei Tudor Vladimirescu
     Români (97%)
     Alte etnii (0,08%)
     Necunoscută (2,92%)
Componența confesională a comunei Tudor Vladimirescu
     Ortodocși (95,73%)
     Alte religii (1,25%)
     Necunoscută (3,02%)
Conform recensământului efectuat în 2021, populația comunei Tudor Vladimirescu se ridică la 5.032 de locuitori, în creștere față de recensământul anterior din 2011, când fuseseră înregistrați 4.872 de locuitori. Majoritatea locuitorilor sunt români (97%), iar pentru 2,92% nu se cunoaște apartenența etnică. Din punct de vedere confesional, majoritatea locuitorilor sunt ortodocși (95,73%), iar pentru 3,02% nu se cunoaște apartenența confesională.

## Politică și administrație
Comuna Tudor Vladimirescu este administrată de un primar și un consiliu local compus din 13 consilieri. Primarul, Antonel Ioniță[*], de la Alianța pentru Unirea Românilor, este în funcție din 1 noiembrie 2024. Începând cu alegerile locale din 2024, consiliul local are următoarea componență pe partide politice:
|  | Partid                          | Consilieri | Componența Consiliului | Componența Consiliului | Componența Consiliului | Componența Consiliului | Componența Consiliului | Componența Consiliului |
|  | ------------------------------- | ---------- | ---------------------- | ---------------------- | ---------------------- | ---------------------- | ---------------------- | ---------------------- |
|  | Alianța pentru Unirea Românilor | 6          |                        |                        |                        |                        |                        |                        |
|  | Partidul Social Democrat        | 5          |                        |                        |                        |                        |                        |                        |
|  | Partidul Național Liberal       | 2          |                        |                        |                        |                        |                        |                        |

## Obiective importante
- Mănăstirea Vladimirești

## Personalități născute aici
- Gheorghe Apostol (1913 - 2010), politician și conducător al Partidului Comunist Român.
- Mitică Iancu (1935 - 2001), actor